# Schlacht von Salla
Karelische Landenge

1. Summa – Taipale  (Kelja) – 2. Summa – Honkaniemi – Wiborg Bucht
Ladoga-Karelien

Tolvajärvi – Kollaa

Kainuu

Suomussalmi (Raate Straße) – Kuhmo
Lappland

Salla – Petsamo
Die Schlacht von Salla war eine Abfolge von Gefechten im Raum Salla während des Winterkriegs 1939–1940 zwischen der Sowjetunion und Finnland. In der Schlacht hinderten zahlenmäßig unterlegene finnische Einheiten den Vormarsch von zwei sowjetischen Divisionen in die finnische Provinz Lappland.

## Vorgeschichte
Das sowjetische Oberkommando hatte sich die Eroberung ganz Finnlands zum Ziel gesetzt. Teil dieses Plans war der Vorstoß auf Rovaniemi, die Hauptstadt der finnischen Provinz Lappland. Hierzu wurde die sowjetische 122. Schützendivision abgestellt. Sie sollte sich mit der 104. Schützendivision vereinigen, nachdem diese den finnischen Arktishafen Petsamo eingenommen hatte. Das finnische Oberkommando hatte nicht damit gerechnet, dass die Sowjets größere Operationen im nördlichen Teil Finnlands durchführen würden. Sie hielten das Terrain für zu unwegsam für massierte Truppenverbände. Deshalb bestanden die finnischen Kräfte zu Kriegsausbruch nur aus einigen kleinen Grenzschutzeinheiten.

## Verlauf

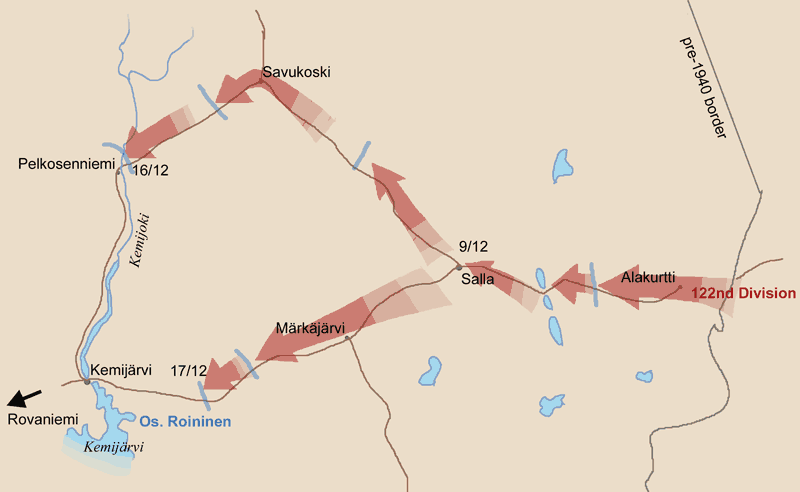
Karte des sowjetischen Vormarsches

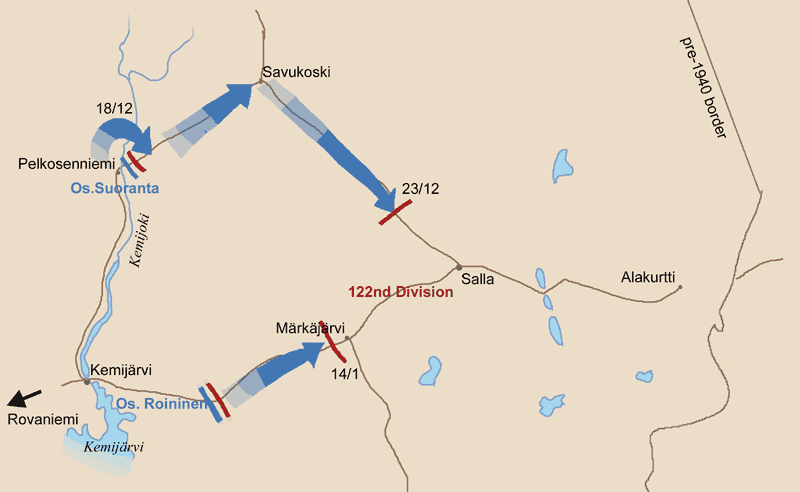
Finnische Gegenangriffe

Die 122. Division überschritt die Grenze am Tag des Kriegsausbruchs, dem 30. November 1939. Die kleineren finnischen Einheiten leisteten hinhaltenden Widerstand. Am 10. Dezember gelang es den sowjetischen Einheiten, die Stadt Salla einzunehmen. Nachdem sie dies erreicht hatten, boten sich ihnen zwei Optionen. Der Vorstoß zum Dorf Sodankylä über das Dorf Pelkosenniemi bot die Möglichkeit, die finnischen Truppen im Sektor Petsamo abzuschneiden. Die sowjetische 104. Division hatte es zwar geschafft, Petsamo selbst einzunehmen, aber sie vermochte es nicht, gegen den finnischen Widerstand weiter nach Süden vorzudringen. Eine weitere Option war der Vorstoß nach Kemijärvi. Über diese Kleinstadt führte der Weg zum eigentlichen Hauptziel, der Hauptstadt Lapplands Rovaniemi. Das sowjetische Kommando entschied sich, seine Truppen zu teilen und beide Ziele ins Angriff zu nehmen.
Das finnische Oberkommando unter Mannerheim war durch den sowjetischen Vormarsch beunruhigt und befahl dem Befehlshaber der Petsamofront Wallenius, mit dem 18. unabhängigen Bataillon den Raum Salla zu verstärken. Wallenius übernahm selbst das Kommando und startete am 17. Dezember seinen ersten Angriff gegen die nach Pelkosenniemi marschierenden sowjetischen Einheiten. Den finnischen Soldaten auf Skiern gelang eine unentdeckte Annäherung an die sowjetischen Stellungen und somit ein Überraschungsangriff. Dieser Teil der sowjetischen Division zog sich nach dem Gefecht rund 70 Kilometer zurück. Nachdem die Finnen den nördlichen Flügel der 122. Division zurückgeschlagen hatten, wandten sie sich den südlichen Einheiten, die kurz vor Kemijärvi standen, zu. Die sowjetischen Truppen wurden insgesamt nur wenige Kilometer zurückgetrieben und konnten sich in der Defensive behaupten. Einen erneuten Geländegewinn konnte die Rote Armee aber nicht erzielen, selbst als ihre Kräfte um Salla durch die 88. Schützendivision verdoppelt wurden. Am 19. Januar 1940 endete der letzte Versuch der Finnen, die sowjetischen Truppen doch noch aus ihren Stellungen zu werfen. Am 26. Januar wurden die finnischen Truppen durch ein Bataillon schwedischer Freiwilliger ersetzt, um die Verteidigungen an der Karelischen Landenge, dem wichtigsten Schauplatz des Krieges zu, verstärken. Bis zum Kriegsende im März 1940 wurden von keiner der beiden Seiten mehr größere Operationen im Raum Salla durchgeführt.

## Folgen
Die sowjetischen Einheiten konnten trotz ihrer zahlenmäßigen Überlegenheit ihre Ziele nicht erfüllen. Zusammen mit den Schlachten bei Suomussalmi und Kuhmo fügte sich die Operation bei Salla in das Bild des sowjetischen Misserfolgs im unwegsamen Terrain des nördlichen Finnlands. Die Schlacht zeigte aber auch, dass die Vernichtung großer sowjetischer Einheiten durch zahlenmäßig unterlegene finnische Verbände, wie bei Suomussalmi, sich nicht beliebig wiederholen ließen.